# Bóng bay

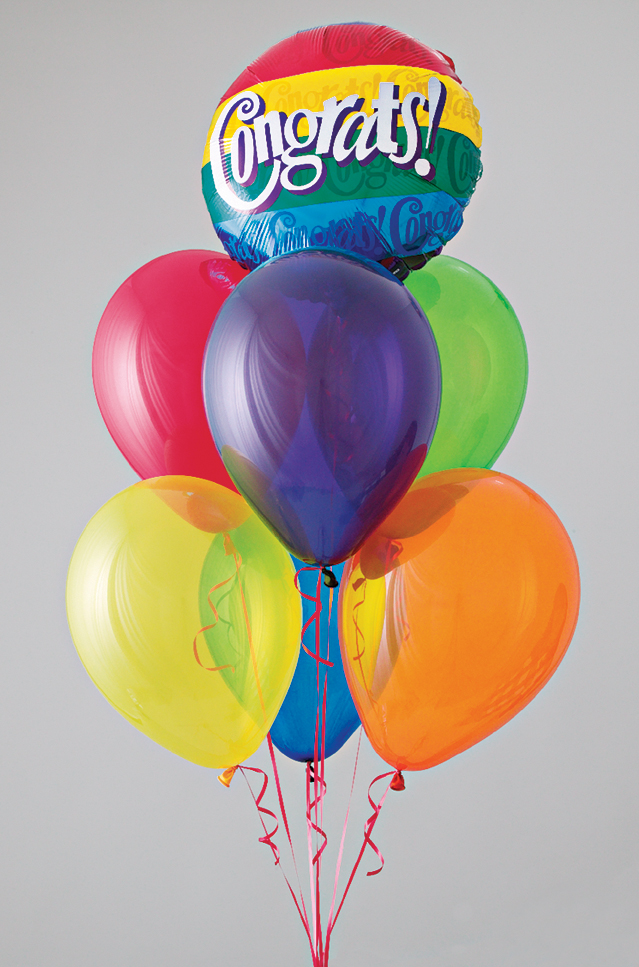
Bóng bay được tặng cho những dịp đặc biệt, chẳng hạn như sinh nhật hoặc ngày lễ, và thường được sử dụng làm trang trí trong các bữa tiệc.

Bóng bay, bong bóng, hoặc trong trường hợp lớn (khinh khí cầu) là một túi linh hoạt có thể được bơm căng bằng khí, chẳng hạn như helium, hydro, oxit nitơ, oxy, không khí hoặc nước. Bóng bay hiện đại ngày nay được làm từ các vật liệu như cao su tự nhiên, latex, polychloroprene hoặc vải nylon và có thể có nhiều màu sắc khác nhau. Một số bóng bay ban đầu được làm bằng bàng quang động vật khô, chẳng hạn như bàng quang lợn. Một số bóng bay được sử dụng cho mục đích trang trí hoặc giải trí, trong khi một số khác được sử dụng cho mục đích thực tế như khí tượng, điều trị y tế, phòng thủ quân sự hoặc giao thông vận tải. Các thuộc tính của bóng bay, bao gồm khối lượng riêng thấp và chi phí thấp, đã dẫn đến một loạt các ứng dụng.
Bóng bay cao su được Michael Faraday phát minh vào năm 1824, trong các thí nghiệm với nhiều loại khí khác nhau. Ông đã phát minh ra chúng để sử dụng trong phòng thí nghiệm.

## Ứng dụng

### Trang trí hoặc giải trí
Trang trí bong bóng

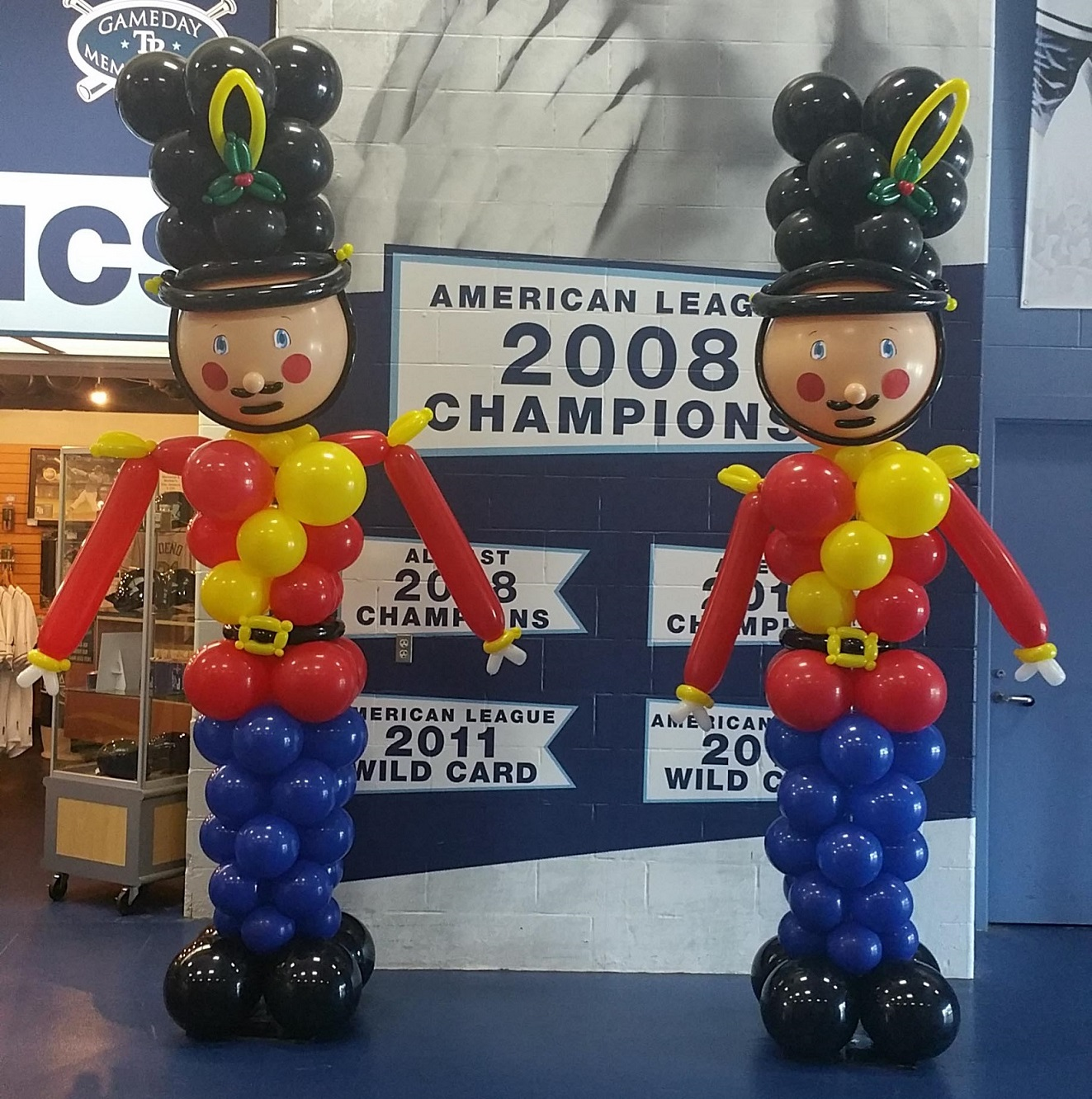
Đồ trang trí làm bằng bóng bay với sự kết hợp của kỹ thuật xếp và xoắn thể hiện phong cách xoắn trang trí.

Bong bóng được sử dụng để trang trí tiệc sinh nhật, đám cưới, chức năng của công ty, sự kiện của trường và cho các cuộc tụ họp lễ hội khác. Các nghệ sĩ sử dụng bóng bay tròn để xây dựng được gọi là "stacker" và các nghệ sĩ sử dụng bóng bay dài để xây dựng được gọi là "twisters". Phổ biến nhất liên quan đến trang trí bong bóng khí heli, gần đây các nhà trang trí khinh khí cầu đã chuyển sang việc tạo ra các trang trí bong bóng chứa đầy không khí do nguồn cung cấp helium tự nhiên không thể tái tạo bị hạn chế. Các loại trang trí bong bóng phổ biến nhất bao gồm vòm, cột, trung tâm, giọt bóng, điêu khắc và bó hoa bóng bay. Với khả năng tăng cường vặn bóng cũng như xếp bóng, sự nổi lên của trang trí twister thể hiện chính là sự kết hợp của các kỹ thuật xếp chồng cũng như các kỹ thuật xoắn để tạo ra tùy chọn trang trí bóng độc đáo và thú vị. 

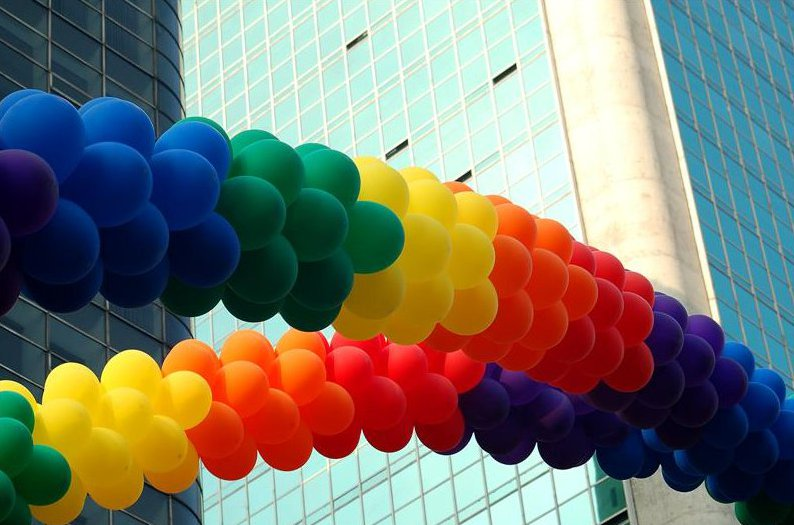
Cổng vòm màu cầu vồng trang trí làm bằng bóng bay tiệc được sử dụng tại cuộc diễu hành tự hào đồng tính ở São Paulo, Brazil.

Bong bóng tiệc tùng hầu hết được làm từ mủ cao su tự nhiên được khai thác từ cây cao su, và có thể chứa đầy không khí, khí heli, nước hoặc bất kỳ chất lỏng hoặc khí thích hợp nào khác. Độ đàn hồi của cao su làm cho độ lớn của bóng có thể điều chỉnh. 

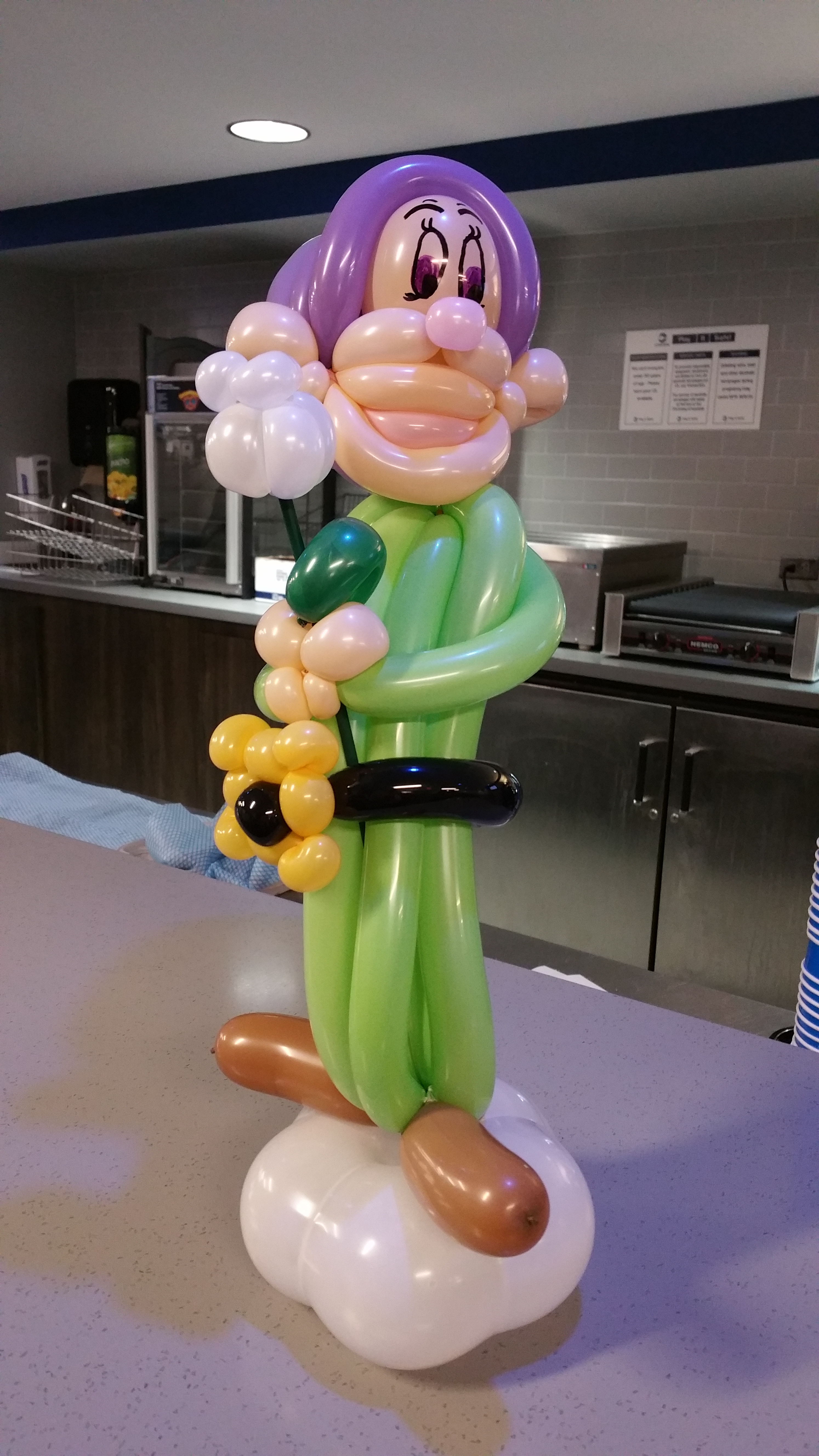
Bong bóng xoắn có thể được sử dụng để tạo trung tâm trang trí cho các sự kiện và để tạo ra một cái nhìn độc đáo hơn so với bóng bay lá có thể được cung cấp.

Thông thường thuật ngữ "Party Balloon" sẽ dùng để chỉ một quả bóng xoắn hoặc bóng bút chì. Những quả bóng này được chế tác để tạo hình và hình cho các bữa tiệc và sự kiện, điển hình là cùng với giải trí.
Làm đầy quả bóng bằng không khí có thể được thực hiện bằng miệng, bơm hơi bằng tay hoặc bằng điện (như bơm tay) hoặc bằng nguồn khí nén.
Khi bóng bay bằng cao su hoặc nhựa chứa đầy heli để chúng nổi, chúng thường giữ được độ nổi chỉ trong một ngày, đôi khi lâu hơn. Các nguyên tử heli kèm theo thoát ra qua các lỗ nhỏ trên thành bóng, vốn có kích thước lớn hơn các nguyên tử heli. Bong bóng chứa đầy không khí thường giữ kích thước và hình dạng của chúng lâu hơn, đôi khi lên đến một tuần.
Ngay cả một quả bóng bay cao su hoàn hảo cuối cùng cũng thoát khí ra bên ngoài. Quá trình mà một chất hoặc chất tan di chuyển từ vùng có nồng độ cao, qua hàng rào hoặc màng, đến vùng có nồng độ thấp hơn được gọi là khuếch tán phân tử. Mặt trong của bóng bay có thể được xử lý bằng một loại gel đặc biệt (ví dụ: dung dịch polymer được bán dưới nhãn hiệu "Hi Float") bọc bên trong quả bóng để giảm rò rỉ heli, do đó tăng thời gian nổi lên một tuần hoặc lâu hơn. 

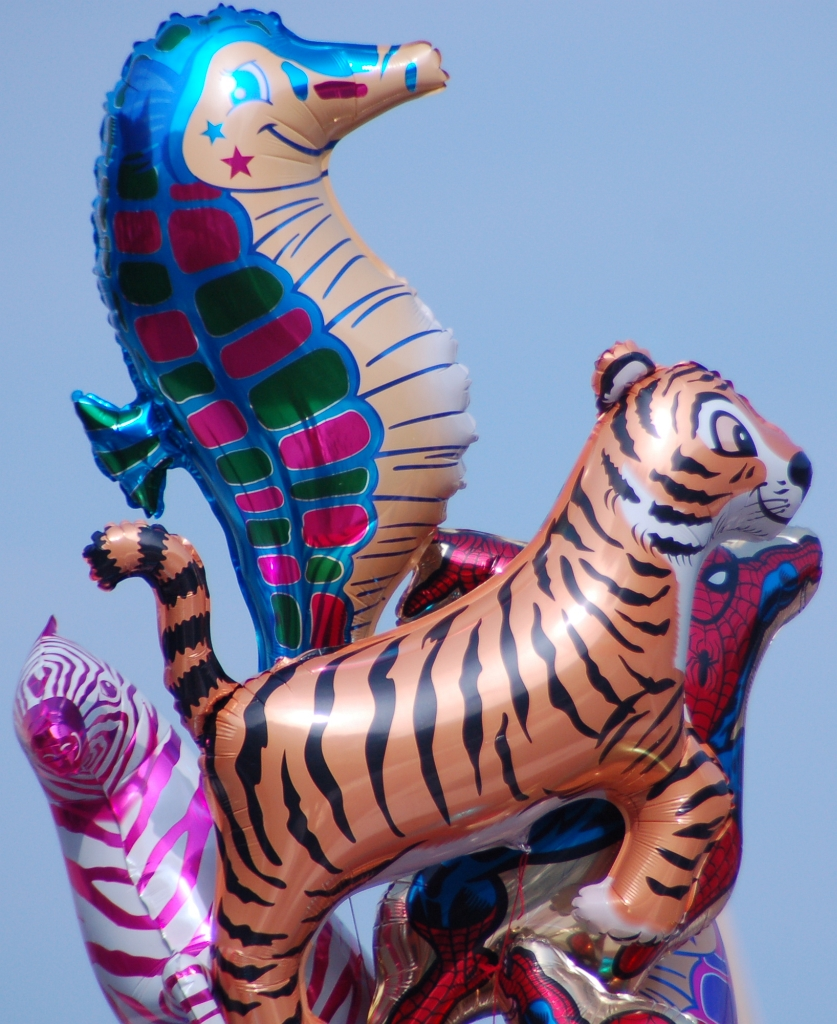
Bong bóng hình động vật

Bắt đầu từ cuối những năm 1970, một số bong bóng màng lá đắt tiền hơn (và lâu dài hơn) được làm bằng các màng kim loại mỏng, không thể hấp thụ, ít thấm như Mylar (BoPET) bắt đầu được sản xuất. Những quả bóng bay này có bề mặt phản chiếu sáng bóng hấp dẫn và thường được in hình ảnh màu sắc và hoa văn cho quà tặng và các bữa tiệc. Thuộc tính quan trọng nhất của nylon kim loại khi sản xuất ra bóng bay là trọng lượng nhẹ, tăng độ nổi và khả năng giữ khí heli thoát ra trong vài tuần. Bong bóng lá đã bị chỉ trích vì hay vướng vào đường dây điện.

#### Mô hình hóa và sử dụng trong nghệ thuật
Các nghệ sĩ bóng bay là những nghệ sĩ chuyên xoắn và buộc những quả bóng hình ống được bơm phồng thành những tác phẩm điêu khắc như động vật (xem mô hình bóng bay). Những quả bóng được sử dụng để điêu khắc được làm bằng cao su siêu co giãn để chúng có thể được xoắn và buộc mà không bị vỡ. Vì áp suất cần thiết để thổi phồng một quả bóng tỷ lệ nghịch với đường kính của quả bóng , những quả bóng hình ống nhỏ bé này cực kỳ khó thổi phồng ban đầu. Một máy bơm thường được sử dụng để thổi phồng những quả bóng bay này.
Nhà trang trí có thể sử dụng bóng bay heli để tạo ra các tác phẩm điêu khắc bóng bay. Thông thường hình dạng tròn của khinh khí cầu hạn chế những hình vòm hoặc tường đơn giản, nhưng đôi khi các "tác phẩm điêu khắc" đầy tham vọng hơn đã được thử. Nó cũng phổ biến để sử dụng bóng bay làm trang trí bàn cho các sự kiện kỷ niệm. Bong bóng đôi khi có thể được mô hình hóa để tạo thành hình dạng của động vật. Trang trí bàn thường xuất hiện với ba hoặc năm quả bóng trên mỗi bó hoa. Ribbon được cuộn tròn và thêm trọng lượng để giữ cho bóng bay không bị trôi đi.

#### Thả giọt và thả bóng bay

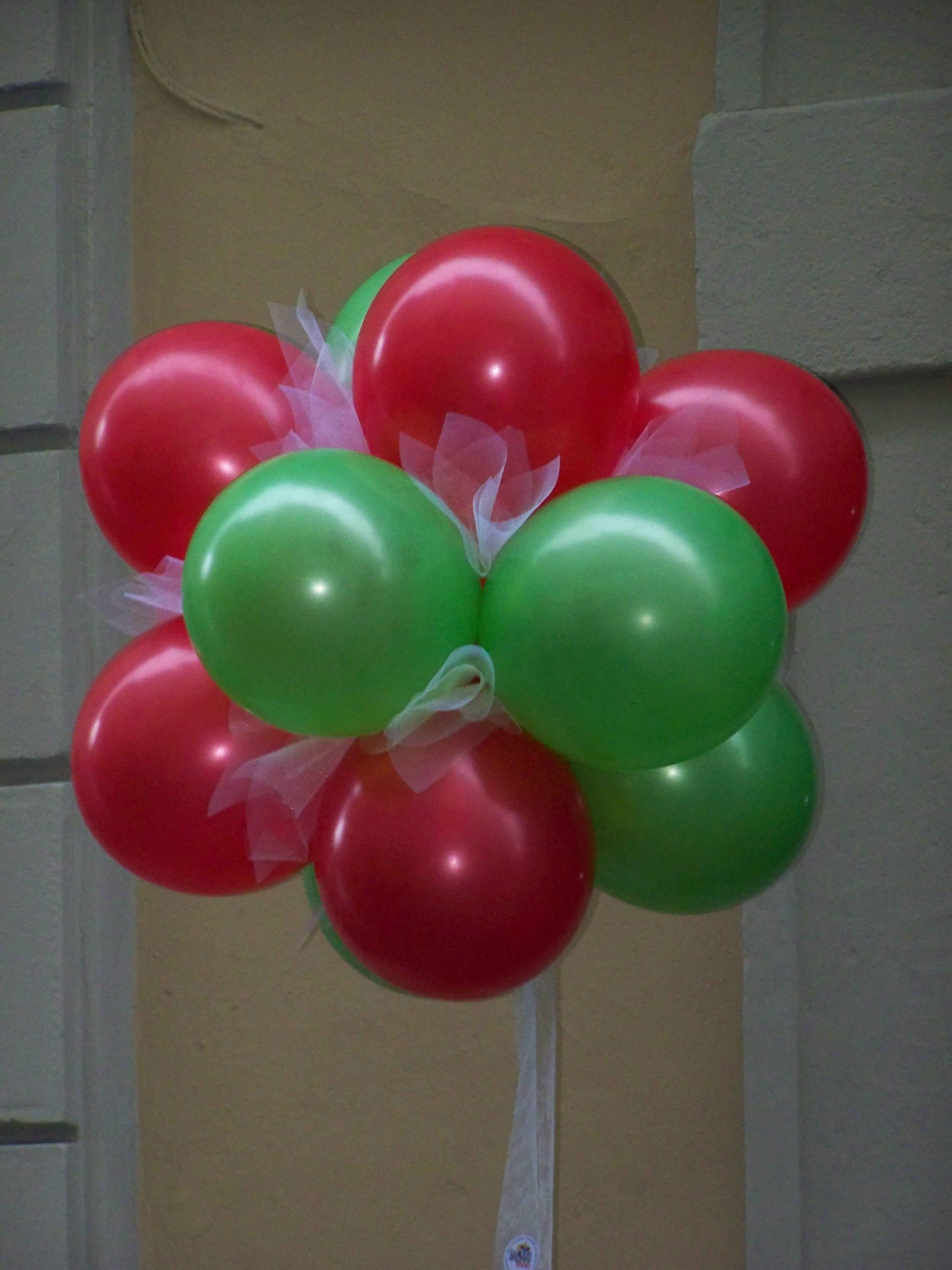
Bong bóng tiệc tùng ở Ý

Một sử dụng trang trí cho bóng bay là thả giọt bóng bay. Trong một quả bóng bay, một túi nhựa hoặc lưới chứa đầy bóng bay phồng lên được treo ở độ cao cố định. Sau khi được thả ra, những quả bóng rơi vào khu vực mục tiêu của chúng bên dưới. Giọt bóng thường được thực hiện trong lễ đón giao thừa và tại các cuộc mít tinh và hội nghị chính trị, nhưng cũng có thể được thực hiện tại các lễ kỷ niệm, bao gồm lễ tốt nghiệp và đám cưới.
Trong nhiều thập kỷ, mọi người cũng đã ăn mừng với việc thả bóng bay. Thực tế này đã bị ngành công nghiệp bóng bay ngăn chặn không khuyến khích, vì nó đã đặt ra vấn đề cho môi trường và thành phố. Trong những năm gần đây, luật pháp, chẳng hạn như Luật Bóng bay California, đã được ban hành để buộc người tiêu dùng và nhà bán lẻ buộc dây bóng bay chứa đầy khí heli (BoPET) với trọng lượng bóng. Điều này đảm bảo rằng những quả bóng chứa đầy khí heli không trôi vào khí quyển, cả hai đều có khả năng gây tổn thương cho động vật, môi trường và đường dây điện. Nhiều tiểu bang Hoa Kỳ hiện đã cấm thả bóng bay.
Bóng bay chứa đầy không khí thay vì heli càng ngày càng phổ biến hơn, vì bóng bay chứa đầy không khí sẽ không giải phóng khí trong bóng vào khí quyển hoặc làm cạn kiệt nguồn cung cấp heli trên trái đất. Có rất nhiều trò chơi tiệc tùng và các hoạt động liên quan đến trường học có thể sử dụng bóng bay đầy không khí thay vì với bóng bay chứa khí heli. Khi phù hợp với lứa tuổi, các hoạt động này thường bao gồm thêm niềm vui thổi bóng bay lên. Trong nhiều sự kiện, những quả bóng bay sẽ chứa các giải thưởng và những người đi tiệc có thể bóp nổ những quả bóng bay để lấy các vật phẩm bên trong.

#### Sử dụng để quảng bá
Bong bóng được sử dụng để quảng bá tại các sự kiện lớn. Quy trình in màn hình có thể được sử dụng để in các thiết kế và logo công ty lên bóng bay. Máy in được chế tạo tùy chỉnh làm phồng quả bóng và sử dụng mực có chất lượng đàn hồi thông qua mẫu màn hình lụa. Vào tháng 1 năm 2008, Hội đồng Quan hệ Cộng đồng Do Thái ở New York đã tổ chức trưng bày 4.200 quả bóng bay màu đỏ bên ngoài Trụ sở Liên Hợp Quốc.
Cũng trong những năm 1950 khi bắt đầu Chiến tranh Lạnh, các nhà hoạt động ở Tây Âu sử dụng bóng bay cho mục đích tuyên truyền, chúng sẽ trôi nổi về phía đông trên Đông Âu, tại đó nó sẽ thả xuống báo chí và tờ rơi. Ngày nay, các nhà hoạt động Hàn Quốc đang sử dụng phương pháp khinh khí cầu tương tự để cung cấp thông tin cho những người ở Bắc Triều Tiên.
Paolo Scannavino đã lập kỷ lục 11 quả bóng bay khổng lồ nhất được đưa vào trong 2 phút.

#### Bóng nước
Bong bóng nước là những quả bóng cao su nhỏ, mỏng chứa đầy một chất lỏng, thường là nước, thay vì khí và có thể dễ dàng bị vỡ. Chúng thường được trẻ em sử dụng để ném vào nhau, cố gắng để làm ướt nhau, như một trò chơi, thi đấu hoặc trò đùa thực tế. Bằng cách buộc nước thoát ra khỏi đầu mở của một quả bóng nước, có thể sử dụng nó như một khẩu súng nước tạm thời.

#### Bong bóng năng lượng mặt trời
Bong bóng năng lượng mặt trời là những quả bóng mỏng, lớn chứa đầy không khí được mặt trời làm nóng để giảm khối lượng riêng của nó để có được lực nâng cần thiết.

#### Tên lửa khinh khí cầu/bóng bay
Bong bóng thường được thả ra một cách có chủ ý, tạo ra cái gọi là tên lửa bóng bay. Tên lửa khinh khí cầu hoạt động vì bóng bay co giãn trên không bên trong chúng, và vì vậy khi miệng của khinh khí cầu được mở ra, khí trong khinh khí cầu bị đẩy ra ngoài và do định luật chuyển động thứ ba của Newton, quả bóng bay bị đẩy về phía trước. Đây là cách tương tự như một tên lửa hoạt động.

### Máy móc biết bay

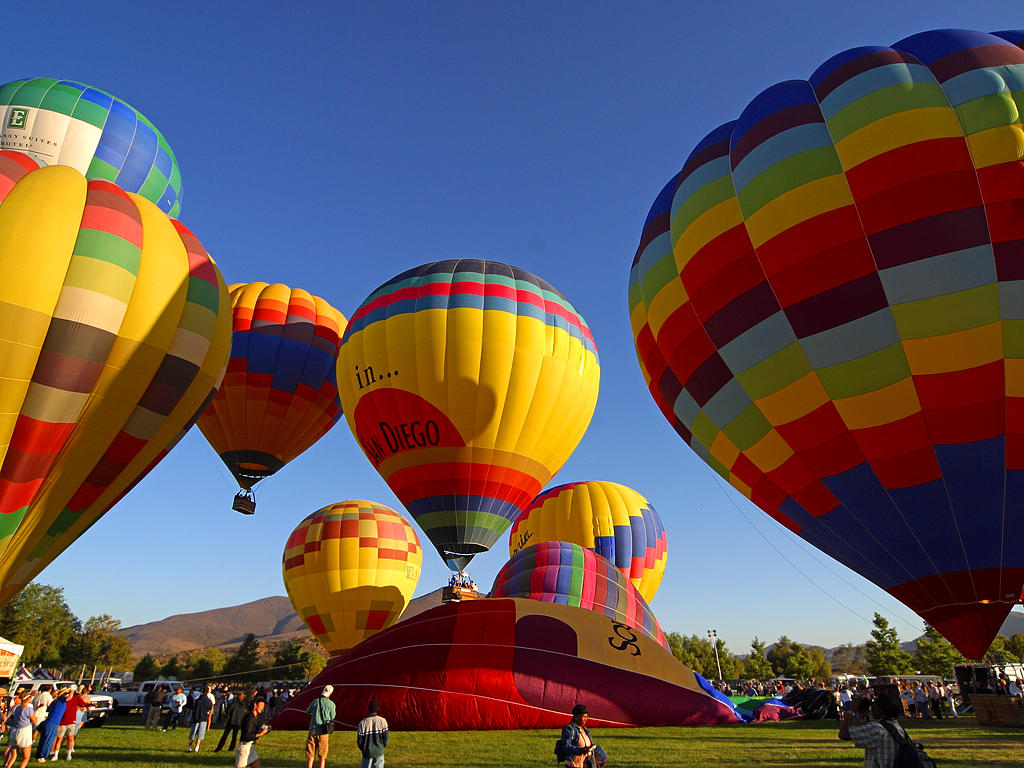
Khinh khí cầu hơi nóng, San Diego, California

Bong bóng chứa đầy không khí nóng hoặc khí nổi đã được sử dụng làm máy móc biết bay từ thế kỷ 18. Các chuyến bay sớm nhất được thực hiện với khinh khí cầu sử dụng không khí được đốt nóng bằng ngọn lửa, hoặc hydro làm khí nâng. Sau đó, khí than và sau đó heli được sử dụng. Một quả bóng bay không có sức mạnh sẽ trôi theo gió. Một khinh khí cầu có động cơ để đẩy nó được gọi là khí cầu động cơ hoặc khí cầu điều khiển được.

### Dược phẩm
Tạo hình mạch là một thủ thuật phẫu thuật trong đó bóng bay rất nhỏ được đưa vào các mạch máu bị chặn hoặc bị chặn một phần gần tim. Khi đã vào vị trí, quả bóng được bơm phồng lên để làm sạch hoặc nén các mảng bám động mạch, và để kéo dài các thành của mạch máu, do đó ngăn ngừa nhồi máu cơ tim. Một stent nhỏ có thể được đưa vào vị trí nong mạch để giữ cho mạch máu vẫn mở sau khi đã lấy bóng ra.
Ống thông bóng bay là ống thông có bóng bay ở đầu để giữ cho chúng không bị trượt ra ngoài. Ví dụ, bóng của ống thông Foley bị phồng lên khi ống thông được đưa vào bàng quang tiết niệu và bảo vệ vị trí của nó.
Có thể sử dụng bóng bay chứa đầy không khí hoặc chất lỏng để cầm máu trong các cơ quan nội tạng rỗng như dạ dày hoặc tử cung.

## Lạm phát bong bóng và lợi ích sức khỏe
Thổi bóng bằng miệng rất tốt cho sức khỏe vì nó rèn luyện cơ liên sườn, giúp giãn nở và nâng xương sườn và cơ hoành, cải thiện chức năng phổi và độ bão hòa oxy. Bài tập này có thể cải thiện tư thế, sự ổn định và kiểu thở, đồng thời giúp tăng dung tích phổi, hữu ích cho các tình trạng như xơ phổi, COPD hoặc hen suyễn. Ngoài ra, hành động thổi bong bóng còn thúc đẩy hít thở sâu, có thể làm giảm căng thẳng và lo lắng, cải thiện sức khỏe tim mạch và tăng dung tích phổi. Ngoài ra, lạm phát bóng bay còn chống lại cơ hoành để thở hiệu quả và giúp tăng áp lực trong ổ bụng, khiến nó trở thành một bài tập hữu ích để phục hồi chức năng và chức năng hô hấp.

## An toàn và môi trường

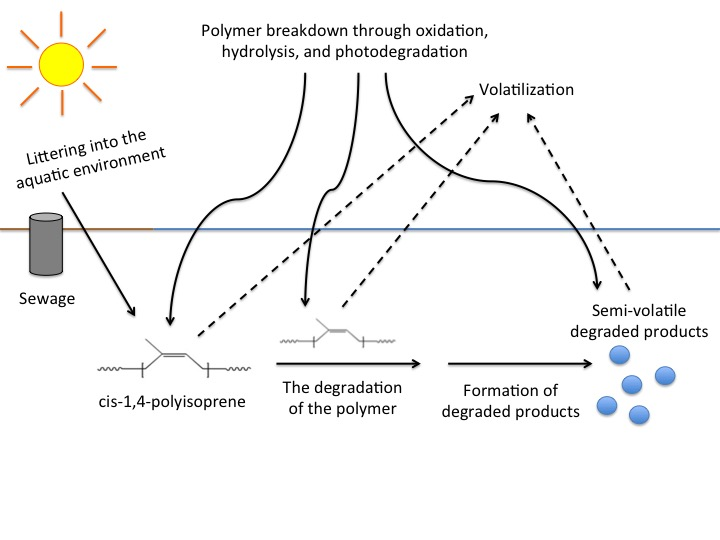
Một minh họa về sự xuống cấp của polymer latex trong môi trường nước

Đã có một số lo ngại về môi trường đối với bóng bay nylon kim loại, vì chúng không phân hủy sinh học hoặc cắt nhỏ như bóng bay cao su. Việc thả những loại bóng bay này vào khí quyển được coi là có hại cho môi trường. Loại khinh khí cầu này cũng có thể dẫn điện trên bề mặt của nó và bóng bay được giải phóng có thể bị vướng vào đường dây điện và gây mất điện.
Bóng bay được thả có thể hạ cánh ở bất cứ đâu, kể cả trên các khu bảo tồn thiên nhiên hoặc các khu vực khác, nơi chúng có thể gây nguy hiểm cho động vật thông qua việc nuốt phải hoặc vướng víu. Do tác hại tiềm tàng đối với động vật hoang dã và ảnh hưởng của rác thải đối với môi trường, một số khu vực pháp lý thậm chí còn hợp pháp hóa để kiểm soát việc thả bóng bay hàng loạt. Luật pháp được đề xuất ở Maryland, Mỹ, được đặt theo tên của Inky, một con cá nhà táng cần sáu lần phẫu thuật sau khi nuốt mảnh vỡ, mảnh lớn nhất là khinh khí cầu Mylar. Cho đến nay, không có bằng chứng tài liệu nào cho thấy cái chết của bất kỳ động vật có vú biển nào được cho là do bóng bay làm từ lá kim loại là nguyên nhân duy nhất. Tại Vương quốc Anh, bóng bay lá được bán tại các công viên và vườn thú lớn có trọng lượng bóng bay kèm theo để giúp ngăn chặn việc vô tình thả chúng ra môi trường.
Anthony Andrady nói rằng việc thả những quả bóng bay cao su rơi xuống biển gây ra nguy cơ nuốt phải và/hoặc gây vướng víu nghiêm trọng cho động vật biển vì bóng bay phơi trong nước biển xuống cấp chậm hơn nhiều so với những thứ tiếp xúc trong không khí. Các nhà sản xuất khinh khí cầu thường sẽ tuyên bố rằng một quả bóng cao su hoàn toàn an toàn để thải ra môi trường vì nó được làm từ một chất tự nhiên và sẽ phân hủy sinh học theo thời gian. Tuy nhiên, một quả bóng cao su có thể mất tới một năm để phân hủy nếu nó rơi xuống biển và trong thời gian này, một động vật biển có thể nuốt phải quả bóng và chết vì đói nếu hệ thống tiêu hóa của nó bị chặn lại.
NABAS (National Association of Balloon Artists and Suppliers), một tổ chức mà phong cách riêng của mình "The Balloon and Party Professionals Association" và đại diện cho ngành công nghiệp bóng bay Anh, xuất bản hướng dẫn cho những người tổ chức thả khinh khí cầu.
Khi bóng bay rơi trở lại mặt đất, chúng bắt đầu quá trình phân hủy. Bong bóng cao su được sử dụng nhiều nhất vì khả năng phân hủy sinh học. Vấn đề với điều này là có thể mất ít nhất 4 tuần để cho thấy sự phân hủy đáng kể của polymer trong môi trường và khoảng 6 tháng trong môi trường nước. Vấn đề này có thể có ảnh hưởng đến động vật hoang dã trên cả đất liền và trong hệ thống thủy sinh vì động vật sẽ nhầm lẫn bóng bay xì hơi là thức ăn, vật liệu làm tổ hoặc đơn giản là thứ gì đó để chơi. Khi điều đó xảy ra, nó có thể dẫn đến những tác động tiêu cực cho động vật. Ví dụ, một con chim sẽ sử dụng một quả bóng xì hơi làm thành phần cho tổ của nó. Khi trứng nở, chúng sẽ bị vướng vào quả bóng và điều đó có thể dẫn đến tử vong. Một vấn đề môi trường khác với bóng bay cao su không phải là tác động của bóng bay đối với môi trường một khi chúng bị phân hủy, mà là khi chúng được tạo ra. Khi latex được sản xuất, nó tạo ra các khí nhà kính, như CO2, CH4, N2O. Điều này đang trở thành một vấn đề gia tăng, đặc biệt là ở Thái Lan, nơi chịu trách nhiệm cho 35% sản lượng cao su tự nhiên của thế giới.

## Vật lý

### Áp suất không khí

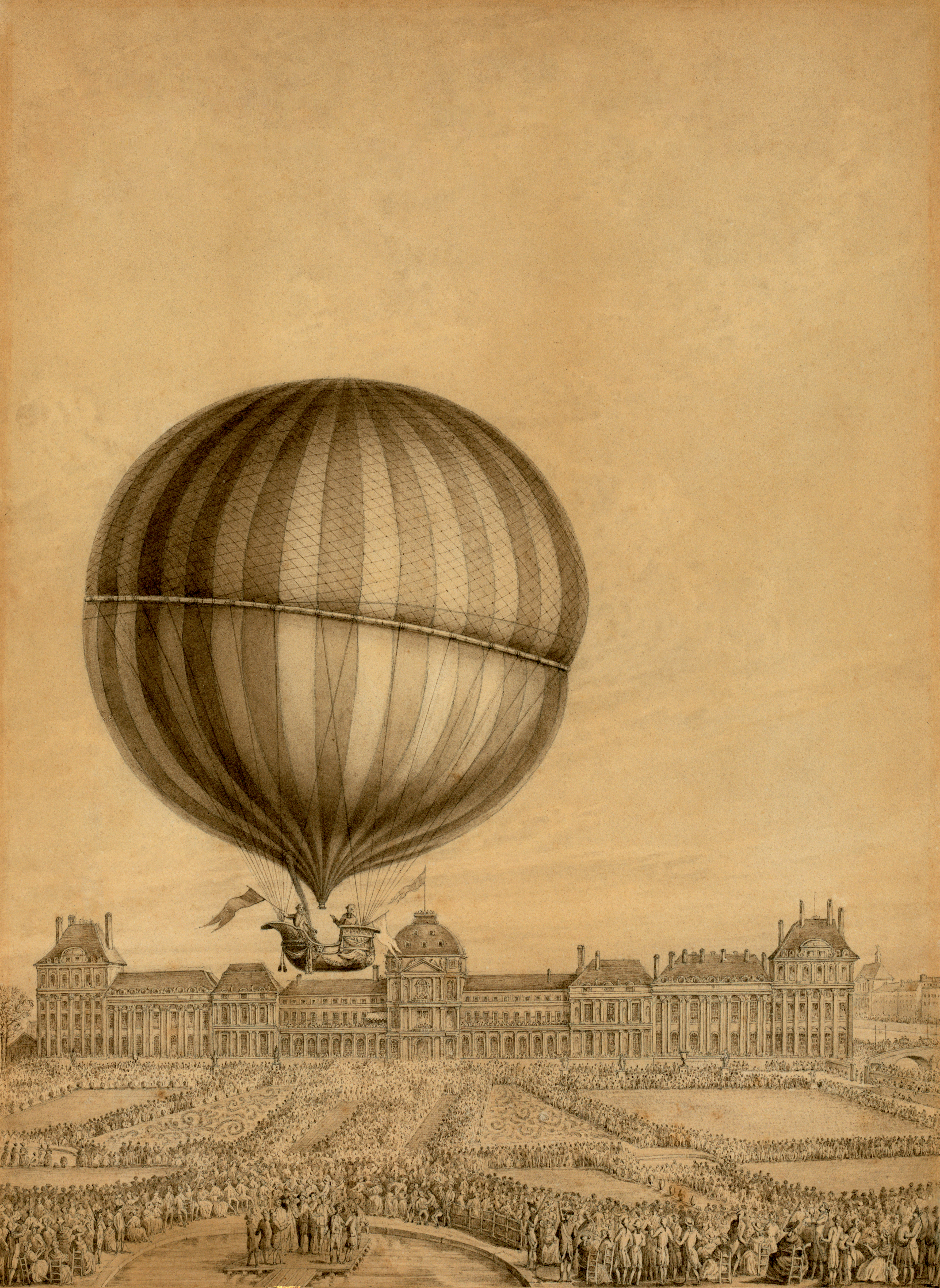
Minh họa đương đại về chuyến bay đầu tiên của Giáo sư Jacques Charles, ngày 1 tháng 12 năm 1783

Một khi được bơm bằng không khí thường trong khí quyển, không khí bên trong khinh khí cầu sẽ có áp suất không khí lớn hơn áp suất không khí trong khí quyển ban đầu.
Áp suất không khí, về mặt kỹ thuật, là một phép đo lượng va chạm với bề mặt bất cứ lúc nào. Trong trường hợp của khinh khí cầu, cần phải đo xem có bao nhiêu hạt tại bất kỳ không gian thời gian nhất định nào va chạm với thành của bong bóng và bật ra. Tuy nhiên, vì điều này gần như không thể đo lường, áp suất không khí dường như được mô tả dễ dàng hơn là mật độ. Sự giống nhau đến từ ý tưởng rằng khi có nhiều phân tử hơn trong cùng một không gian, nhiều trong số chúng sẽ hướng tới một quá trình va chạm với bức tường.
Khái niệm đầu tiên về áp suất không khí trong một quả bóng cần phải biết là áp suất không khí sẽ "cố gắng" để thoát ra. Với tất cả các áp lực chống lại bức tường bóng (cả bên trong và bên ngoài) sẽ có một sự giãn nở / co lại nhất định. Vì bản thân áp suất không khí là tổng lực chống lại một vật thể, lực ở bên ngoài khinh khí cầu, làm cho khinh khí cầu co lại một chút, trong khi các lực bên trong làm cho bóng bay nở ra. Với kiến thức này, người ta sẽ ngay lập tức cho rằng một quả bóng có áp suất không khí cao bên trong sẽ nở ra dựa trên lượng nội lực cao và ngược lại. Điều này sẽ làm cho áp suất không khí bên trong và bên ngoài cân bằng nhau.
Tuy nhiên, bóng bay có độ co giãn nhất định với chúng mà cần được tính đến. Hành động kéo căng một quả bóng lấp đầy nó với thế năng. Khi bóng bay được thả ra, thế năng được chuyển đổi thành động năng và quả bóng bay trở lại vị trí ban đầu, mặc dù có lẽ hơi giãn ra. Khi một quả bóng chứa đầy không khí, bóng bay đang được kéo dãn ra. Mặc dù độ đàn hồi của khinh khí cầu gây ra sức căng sẽ làm vỡ bóng, nhưng nó cũng bị ép ra ngoài do sự nảy liên tục của các phân tử không khí bên trong. Không khí bên trong phải tác động lực không chỉ để chống lại không khí bên ngoài để giữ cho áp suất không khí được "đều", mà còn phải chống lại sự co lại tự nhiên của khinh khí cầu. Do đó, nó đòi hỏi áp suất không khí (hoặc lực) nhiều hơn không khí bên ngoài vỏ bóng bay. Bởi vì điều này, khi bóng bay khí heli được thả ra và chúng nổi cao hơn, khi áp suất khí quyển giảm, không khí bên trong nó tạo ra nhiều áp lực hơn bên ngoài nó nên bóng bay sẽ bị nổ tung do sức căng. Trong một số trường hợp, heli rò rỉ ra khỏi lỗ chân lông trong bóng bay và bóng sẽ bị xì hơi và rơi xuống.